# Balabyne
Balabyne (ukrajinsky Балабине; rusky Балабино – Balabino) je sídlo městského typu v Záporožské oblasti na Ukrajině. V roce 2012 v něm žilo přes šest tisíc obyvatel.

## Poloha
Balabyne leží jižně od Záporoží, správního střediska celé oblasti, na východním břehu Kachovské přehrady na Dněpru a severně od sídla městského typu Kušuhum.